# Newsreaders
Newsreaders è una serie televisiva statunitense del 2013, creata da Rob Corddry, Jonathan Stern e David Wain. 
Originata come spin-off di Childrens Hospital, la serie è stata trasmessa per la prima volta negli Stati Uniti su Adult Swim dal 17 gennaio 2013 al 13 febbraio 2015, per un totale di 24 episodi ripartiti su due stagioni.

## Trama
Newsreaders parodia le interpretazioni che possono dare i notiziari televisivi, in particolare segue delle vicende che sono totalmente inventate, o in parte, per dare false notizie alle persone che lo guardano.

## Episodi
| Stagione         | Episodi | Prima TV USA | Prima TV Italia |
| ---------------- | ------- | ------------ | --------------- |
| Prima stagione   | 10      | 2013         | inedita         |
| Seconda stagione | 14      | 2014-2015    | inedita         |

## Personaggi e interpreti

### Personaggi principali
- Louis LaFonda (stagione 1), interpretato da Mather Zickel.
- Reagan Biscayne (stagione 2), interpretato da Alan Tudyk.

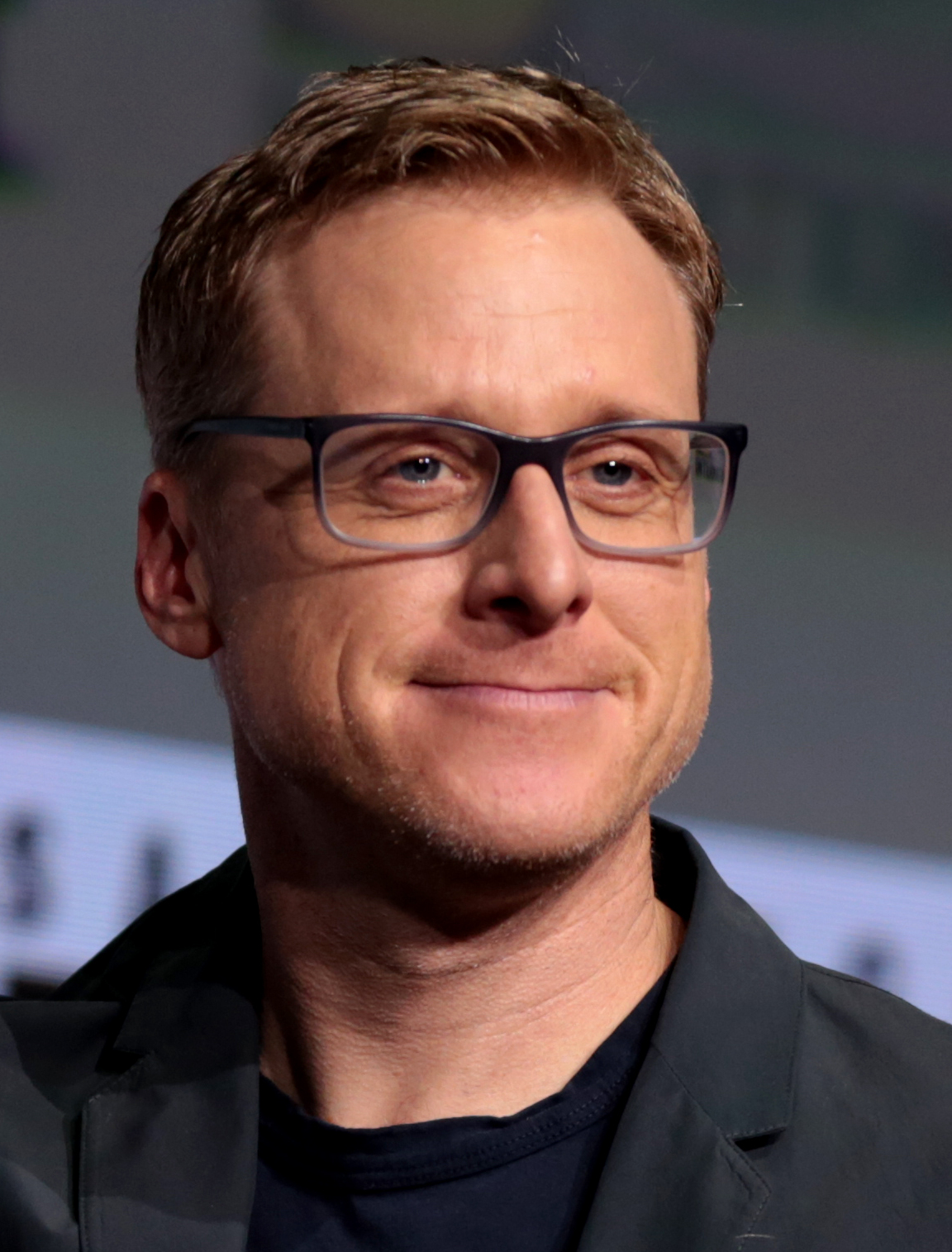
Alan Tudyk al San Diego Comic-Con nel 2017

### Personaggi ricorrenti
- Narge Hemingway (stagioni 1-2), interpretata da Dannah Phirman.
- Sadee Deenus (stagioni 1-2), interpretata da Beth Dover.
- Xandra Dent (stagioni 1-2), interpretata da Alison Becker.
- Amir Larussa (stagioni 1-2), interpretato da Kumail Nanjiani.
- Clavis Kim (stagione 2), interpretato da Randall Park.
- Skip Reming (stagioni 1-2), interpretato da Ray Wise.
- Jim Davidson (stagione 2), interpretato da David Wain.

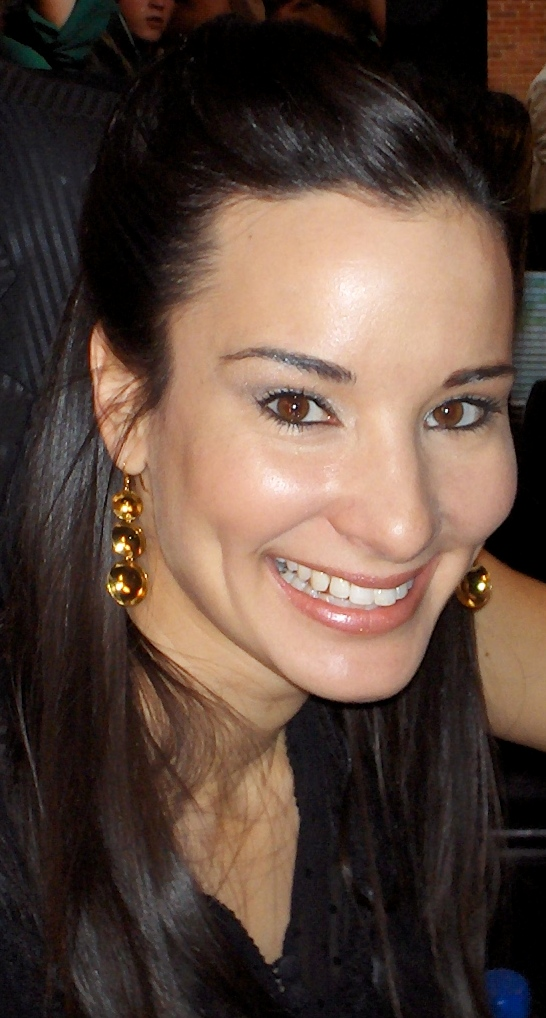
Alison Becker nel 2006
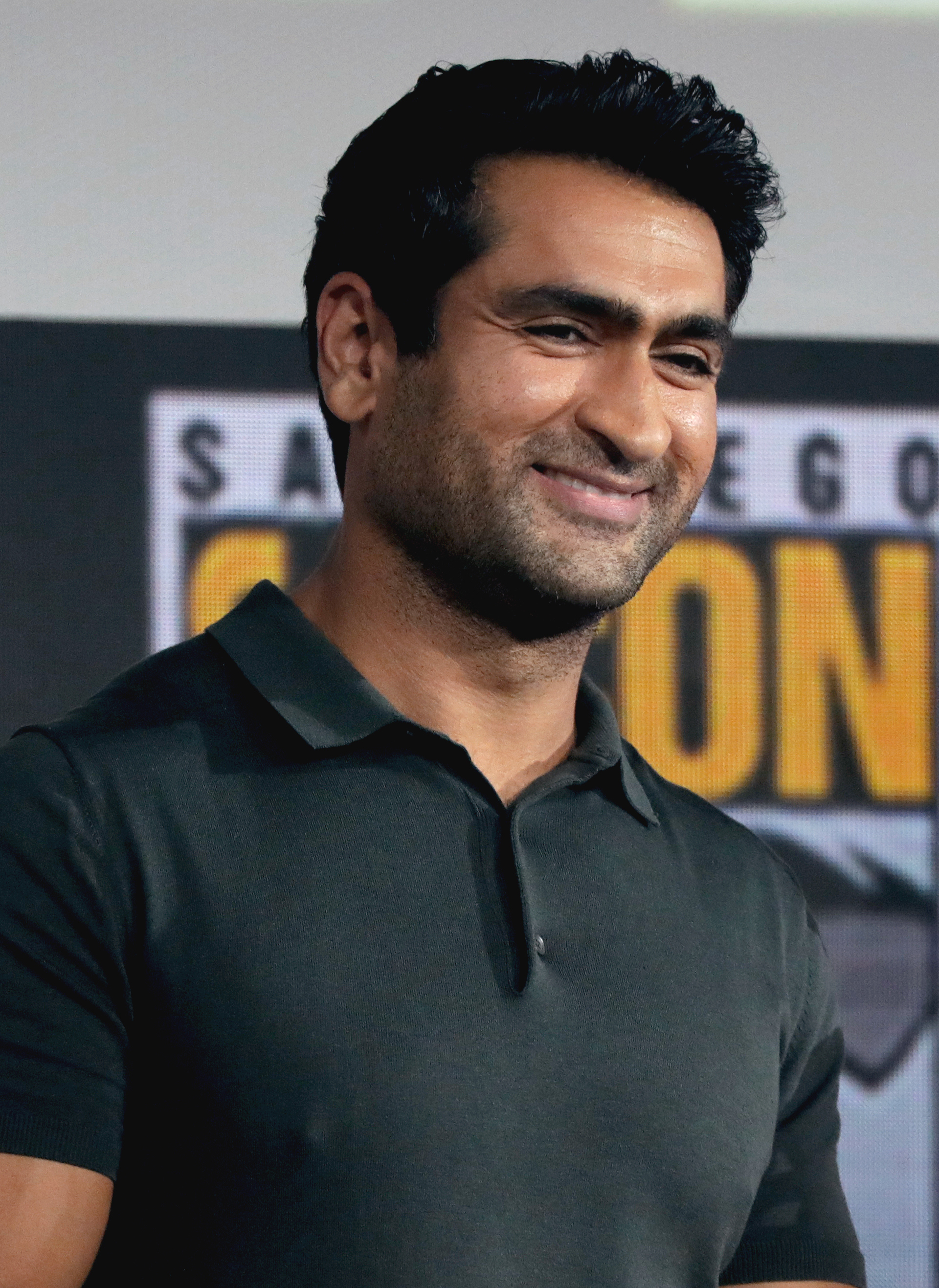
Kumail Nanjiani al San Diego Comic-Con nel 2019
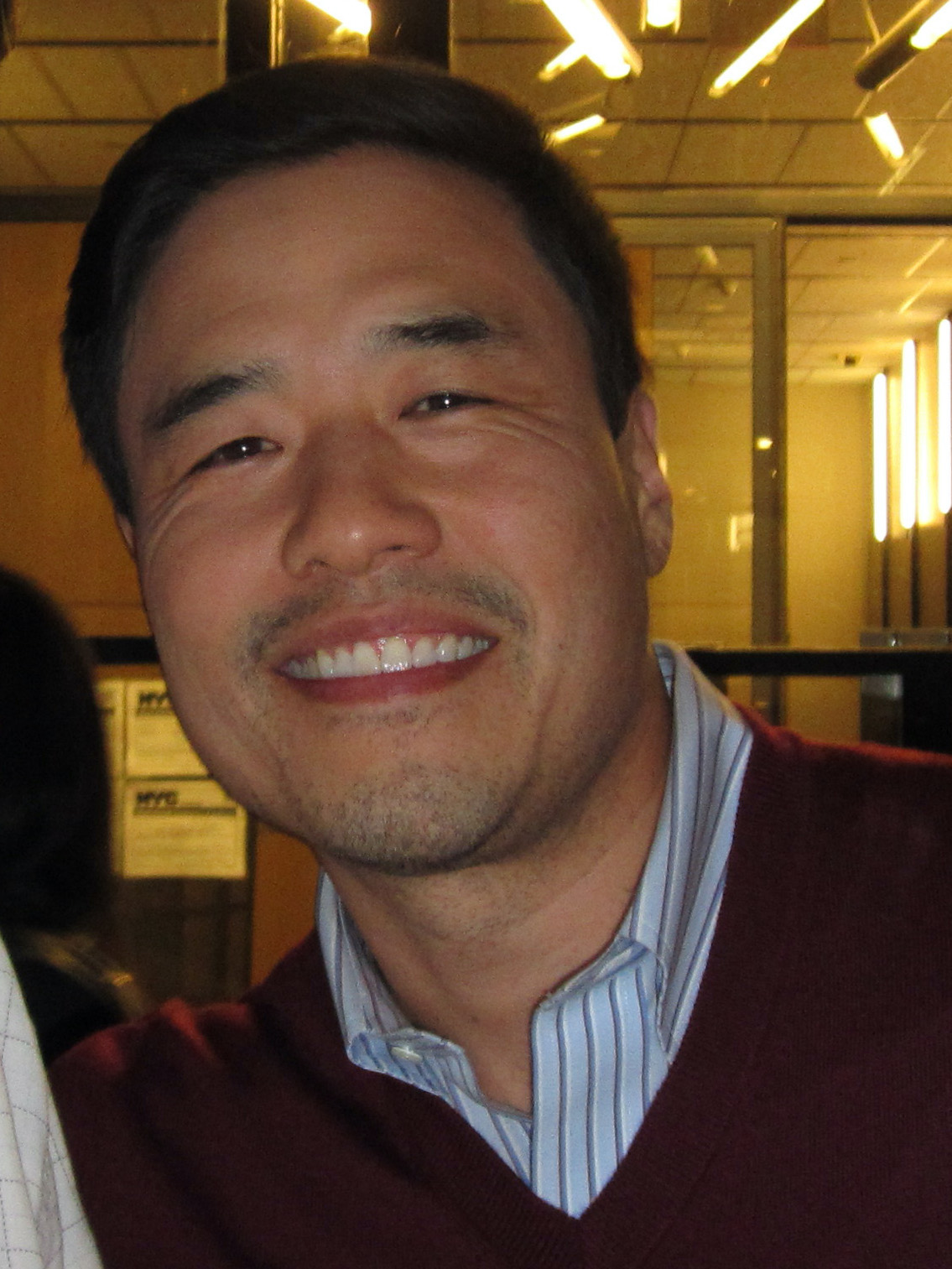
Randall Park nel 2016
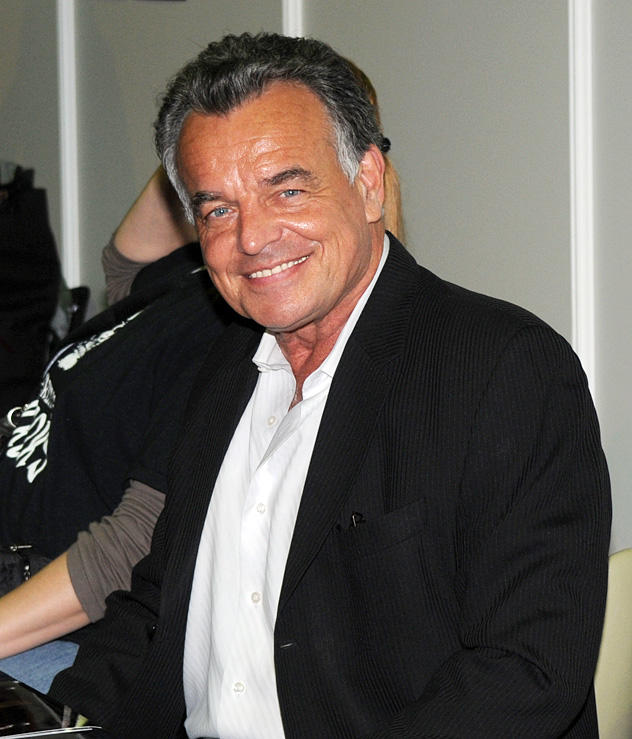
Ray Wise nel 2011
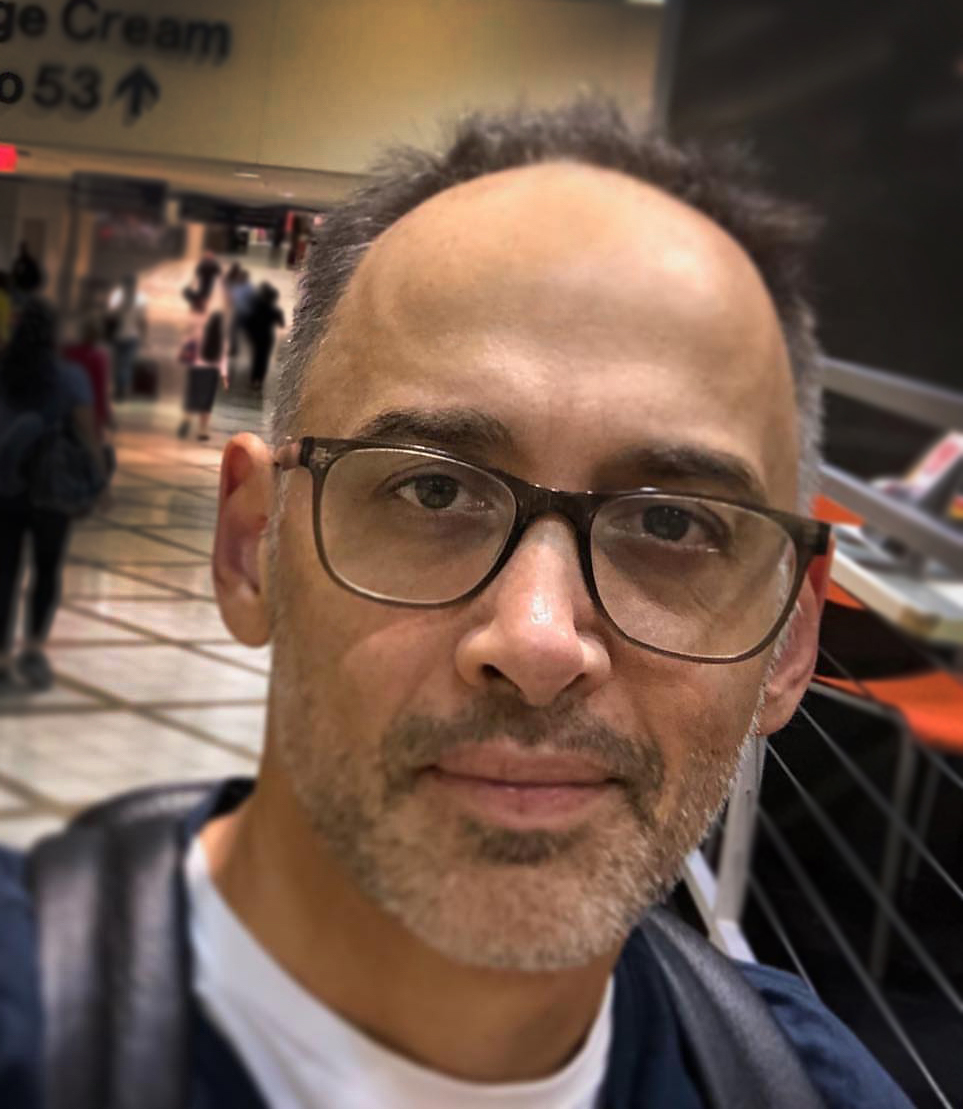
David Wain nel 2019